# 129325 Jedhancock
129325 Jedhancock è un asteroide della fascia principale. Scoperto nel 2005, presenta un'orbita caratterizzata da un semiasse maggiore pari a 3,0624032 UA e da un'eccentricità di 0,2002902, inclinata di 13,15697° rispetto all'eclittica.